# Mollie Steimer

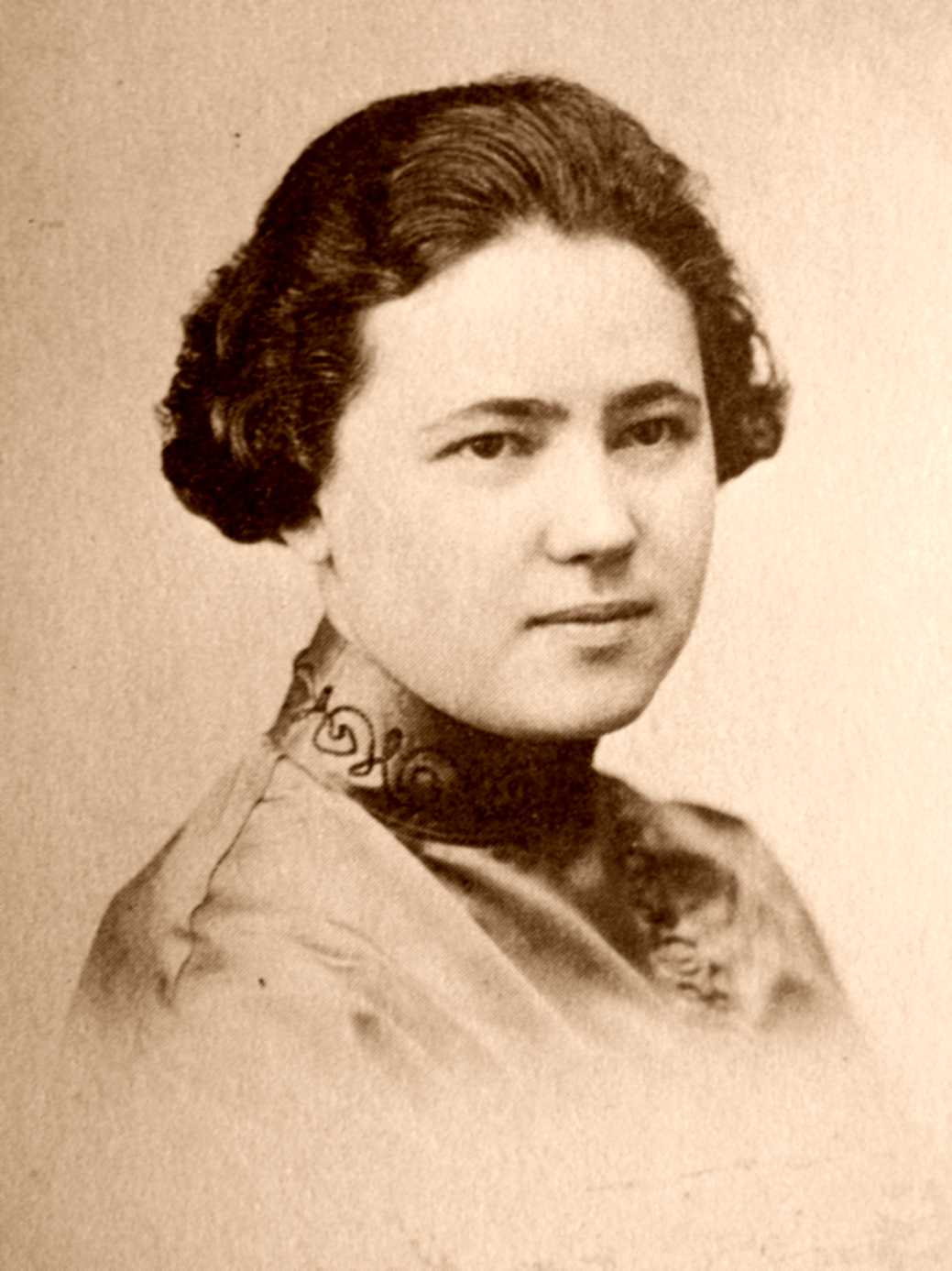
Mollie Steimer, um 1918

Mollie Steimer, Pseudonym für Marthe Alperine, (russisch Молли Штеймер; * 21. November 1897 in Dunajewzy, Russland; † 23. Juli 1980 in Mexiko-Stadt) war eine russische Autorin, politische Aktivistin und Anarchistin.

## Leben
Unter ihrem Pseudonym Mollie Steimer wurde Marthe Alperine in der internationalen anarchistischen Bewegung bekannt als eine Frau, die sich kompromisslos für den Anarchismus einsetzte. Geboren in Russland emigrierte ihre Familie 1913 nach New York City (USA). Steimer arbeitete in einer Textilfabrik und als 20-Jährige trat sie der jüdischen Gruppe Frayhayt (Freiheit) bei. Steimer beschäftigte sich zu dieser Zeit mit den Werken von August Bebel (Frauen und Sozialismus), Michail Bakunin (Staatlichkeit und Anarchie), und von Peter Kropotkin (Memoiren eines Revolutionärs). In New York City wohnte sie zeitweise in einer Sechszimmerwohnung zusammen mit Mitgliedern der Gruppe Frayhayt. Die Gruppe verteilte Antikriegs-Flugblätter von circa 10.000 Exemplaren, von denen ein Teil beschlagnahmt wurde. Polizeiliche Untersuchungen führten zur Gruppe Frayhayt und im Oktober 1918 wurde Steimer zu 15 Jahren Gefängnis verurteilt.
Vor Gericht (am 10. Oktober 1918) erläuterte sie ihre anarchistische 
Weltanschauung mit den Worten, dass der Anarchismus eine neue soziale Ordnung darstellt und jeder Mensch sollte die gleichen Freiheiten haben sich körperlich und geistig zu entwickeln, ohne autoritäre Einmischung. Der Oberste Gerichtshof bestätigte 1919 das Urteil und anstelle der Gefängnisstrafe wurde sie aus den USA ausgewiesen. Sie reiste nach Petrograd, wo sie mit einem Freund, Senya Fleshin, ebenfalls ein Anarchist, zusammen wohnte. Beide organisierten eine Gruppe, die anarchistische Gefangene in Russland unterstützte. Dort arbeitete sie mit dem Herausgeber Wsewolod Wolin von der Zeitschrift Golos Truda (Die Stimme der Arbeit) zusammen und war Mitglied der Nabat, ein Zusammenschluss anarchistischer Organisationen. Am 1. November 1922 wurde sie wegen ihrer Aktivitäten zusammen mit Fleshin verhaftet mit der Begründung: „Beihilfe einer kriminellen Vereinigung“
beziehungsweise „krimineller Elemente“. Ebenfalls verhaftet wurden Samuel Lipman, Gabriel Prober, Jacob Abrams und Jacob Schwartz. Schwartz starb im Gefängnis an den Folgen von Misshandlungen.
Steimer wurde zu zwei Jahren Verbannung nach Sibirien verurteilt, flüchtete nach Moskau und wurde dort erneut verhaftet. In Berlin hatte Emma Goldman die Anarchistin May Picqueray gebeten, die als Delegierte der Föderation der Metallarbeiter nach Moskau reiste, sich für die Freilassung von Mollie Steimer und Senya Fleshin einzusetzen. Picqueray ging in Moskau zum Büro von Leo Trotzki und übergab ihm ein Gesuch zur Freilassung der beiden Inhaftierten. Sie wurden einige Wochen später aus der Haft entlassen und aus Russland ausgewiesen. Nach ihrer Abschiebung wohnten Steimer und Fleshin abwechselnd in Berlin und Paris.
In Berlin trafen sie Emma Goldman und Alexander Berkman. Dort schrieb Steimer für verschiedene anarchistische Zeitschriften und später in Paris schloss sie sich einer Gruppe von Anarchisten an, die im Exil lebten. Emma Goldman charakterisierte Steimer als eine Fanatikerin mit eisernem Willen, die sich mit ihrer ganzen Seele für das anarchistische Ideal einsetze.
In späteren Jahren wohnte sie mit Fleshin in Mexiko-Stadt, wo sie ein Fotoatelier betrieben. Steimer starb 1980 an einem Herzinfarkt.

## Weiterführende Literatur
- Abe Bluestein, Fighters for Anarchism: Mollie Steimer and Senya Fleshin. Libertarian Publications Group, New York 1983.
- Paul Avrich, Anarchist Portraits; Szajkowski, Zosa. Double Jeopardy—The Abrams Case of 1919. American Jewish Archives, 23. April 1971, Seite 8–32.
- Naomi Shepherd, A Price Below Rubies: Jewish Women as Rebels and Radicals. 1993.

## DVD
- Anarchism in America. (And there are contemporary interviews with figures including Mollie Steimer, [...]) (DVD). AK Press. ISBN 978-1-904859-51-2